# Francoske svobodne sile

Francoske svobodne sile (fran. Forces françaises libre) kratica: FFL, tudi »Svobodni Francozi«, je poimenovanje za tiste francoske vojaške enote, ki so se pod poveljstvom generala De Gaulla borile na strani zaveznikov med drugo svetovno vojno.

## Zgodovina
Da bi se zoperstavil višijski vladi, je general Charles de Gaulle dne 18. junija 1940 na radiu BBC pozval k ustanovitvi »Svobodne Francije«, za boj proti okupatorju in osvoboditev Francije.

## Gibanje Svobodna Francija
Odbor oz. gibanje s tem imenom so med drugo svetovno vojno v Londonu ustanovili Francozi v izgnanstvu, to pa je ustanovilo vplivno skupino, ki je pri zaveznikih zastopala francoske nacionalne interese. 
25. junija 1940 je de Gaulle v Londonu ustanovil Odbor za Svobodno Francijo (France libre) in istega leta postal vodja Francoskih svobodnih sil ter »Nacionalnega obrambnega odbora«. 
Leta 1941 je gibanje ustanovilo Francoski komite narodne osvoboditve, iz katerega se je kasneje razvila začasna vlada osvobojene Francije. Začasna vlada, ki jo je leta 1943 v Alžiru ustanovila Svobodna Francija, se je leta 1944 preselila v osvobojeni Pariz.

## Ustanovitev vojaških enot in povezovanja
Francoske svobodne sile (FFL) so bile ustanovljene 7. avgusta 1940 v Londonu, iz francoskih vojakov, ki so pribežali v Veliko Britanijo po zasedbi Francije s strani Tretjega rajha, pridružili pa so se jim Francozi iz tujine, tudi iz kolonij in čezmorskih regij ter departmajev.
Pod poveljstvom Generala de Gaulla so Francoske svobodne sile v vojni uspešno sodelovale z zavezniki in z francoskim odporniškim gibanjem v domovini. 
Francoska armada iz Francoske ekvatorialne Afrike, ki jo je vodil general Leclerc, se je po junaškem, približno 2400 km dolgem pohodu od Čadskega jezera do Tripolisa, tam pridružila britanskim enotam v današnji Libiji.
Januarja 1943 so se Francoske svobodne sile v Alžiriji povezale tudi s francosko Afriško armado (Armée d'Afrique) pod poveljstvom generala Girauda in se z drugimi odporniškimi gibanji združile v Francosko osvobodilno vojsko (Armée française de la Libération).